# Flagge Schonens

Kreuzflagge Schonens, semioffiziell aber viel benutzt

Offizielle Flagge Schonens, nicht so viel benutzt wie die semi-offizielle Kreuzflagge.

Die Kreuzflagge Schonens (dänisch und schwedisch: Skåne) kombiniert Bestandteile der dänischen und schwedischen Flagge. Der rote Hintergrund ist der dänischen Flagge entnommen und weist auf die dänische Tradition und Geschichte des Landesteils. Das goldene Kreuz entstammt der schwedischen Flagge und deutet auf die Zugehörigkeit und Beziehungen zu Schweden. Die Flagge wurde 1902 vom schonischen Historiker Martin Weibull entworfen. Seit Februar 1999 wird die Flagge von der Region Skåne benutzt und kann als semi-offiziell gelten.
Die Flagge wird auch als Flagge Skånelands bezeichnet, um sie auch in Blekinge und Halland zu verwenden. Flaggentag  ist jeweils der dritte Sonntag im Juli.
Offizielle Flagge Schonens ist eigentlich eine Flagge mit dem roten Kopf eines Greifs.